# Petalúrids
Els petalúrids (Petaluridae) són una família d'odonats anisòpters pertanyents a la superfamília Aeshnoidea. Inclou les espècies evolutivament més antigues de libèl·lules veritables, amb membres fòssils de temps tan primitius com el Juràssic (al voltant de 150 milions d'anys d'antiguitat).
Els petalúrids moderns inclouen només 11 espècies, una de les quals, l'australiana Petalura ingentissima, presenta els majors exemplars de libèl·lula vius, amb una envergadura d'ales de fins a 160 mm i una longitud corporal de prop de 100 mm. Entre altres espècies australianes, es troba Petalura gigantea (comunament coneguda com a libèl·lula geganta). Als Estats Units existeixen dues espècies, una en cada costa. Les larves viuen principalment en la rivera dels rierols, freqüentment en caus, però les de l'espècie del sud dels Estats Units Tachopteryx thoreyi aparentment viuen en depressions sota les fulles humides. L'hàbitat semi-aquàtic de les larves fa que aquest grup sigui únic entre les libèl·lules modernes.